# ギター関連用語一覧
ギター関連用語一覧（ギターかんれんようごいちらん）は、ギターに関連する用語の一覧。

## 種類
| - アコースティック・ギター - クラシック・ギター - フォーク・ギター - リゾネーター・ギター - エレクトリックアコースティックギター - エレクトリック・ギター - フルアコースティック・ギター - セミアコースティック・ギター - セミソリッド・ギター（セミホロウ・ギター） - ソリッド・ギター - フレットレス・ギター - ダブルネック・ギター | - 7弦ギター - 8弦ギター - 10弦ギター - 12弦ギター - スティール・ギター - ギターシンセサイザー - ソプラノ・ギター - アルト・ギター - プライム・ギター - テナー・ギター - バリトン・ギター | - ベース・ギター - ウッド・ベース - アップライト・ベース - アコースティック・ベース - フレットレスベース - 5弦ベース - 6弦ベース - 7弦ベース - 8弦ベース - 10弦ベース - 12弦ベース - ピッコロベース - テナーベース - ベースシンセサイザー - チャップマン・スティック |

## 部位の名称
1. ヘッドストック（ヘッド）
2. ナット
3. 糸巻き（ペグ）
4. フレット
5. トラス・ロッド（トラス・ロッド調整口）
6. インレイ (ポジション・マーク)
7. ネック（棹）、指板（フィンガーボード）
8. ネックジョイント（ネックヒール）
9. ボディ（胴）
10. ピックアップ
11. コントロール部
12. ブリッジ
13. テールピース
14. ピックガード
15. 裏板（バック）
16. 表板（トップ）
17. 側板（サイド）
18. サウンドホール
19. カッタウェイ
20. バインディング

### パーツ
| - ブレイシング（力木） - ペグ - クルーソン・タイプ - ロトマチック・タイプ - ロック式ペグ - トリムロック - マグナムロック - ピックガード | - ブリッジ/テールピース - チューン・O・マチック - テイルピース - テイルピース一体型チューン・O・マチック（バダスタイプ） - トレモロ・ユニット - シンクロナイズド・トレモロ・ユニット - ロック式トレモロユニット（フロイドローズ） - ビグスビー - トレモロアーム |

### 電気部品
| - ピックアップ(PU) - シングルコイル - P-90 - ハムバッキング（ハムバッカー） - PAF - パッシブ - アクティブ - EMG | - ピックアップセレクター - トグルスウィッチ - 3wayスウィッチ - 5wayスウィッチ | - ジャック - ボリューム - トーン - ミニスウィッチ - アクティブサーキット - サスティナー |

## アクセサリー/付属品
| - アンプ - ダイレクトボックス - カポタスト（カポ） - 弦 - 弦巻き器（ワインダー、アルトベンリ） - ピック - サムピック | - シールド（ケーブル） - ストラップ（ギターストラップ） - ストラップ・ピン - ロック式ピン - ピン（ブリッジ・ピン、エンド・ピン） - スライドバー |

### エフェクター
| - エフェクター - コンパクトエフェクター - 歪み系 - オーバードライブ - ディストーション - ファズ - ブースター | - 空間系 - コーラス - ディレイ - リバーブ | - イコライザー - エンハンサー - オクターバー - コンプレッサー - ピッチシフター - ワーミー | - フェイザー - フランジャー - リミッター - ワウ - オートワウ |

## 奏法
| - ピック奏法 - ダウンピッキング - アップピッキング - オルタネイト・ピッキング - エコノミー・ピッキング - スウィープ奏法 - トレモロ奏法 - ハミングバード奏法 - チェットアトキンス奏法 - ピックスクラッチ - クロス・ピッキング - クロマチック・ラン - チキン・ピッキング - トレモロ・ピッキング | - フィンガー・ピッキング - ツーフィンガー奏法 - スリーフィンガーピッキング - ラスゲアード - レイキング | - アルペジオ - ブリッジミュート - カッティング - ブラッシング - グリッサンド - スライド奏法 - ボトルネック奏法 (スライドギター) - スラップ奏法 - タッピング奏法 - チョーキング - ハーモニクス - バレーコード - パワーコード - ハンマリング・オン - プリング・オフ - アーミング - フィードバック奏法 - ボウイング奏法 |

## メーカー/ブランド
| - アイバニーズ - アシュダウン・エンジニアリング - アドラー - アトランシア - アトリエ Z - アリア - RKS - アレンビック - アンペグ - イェージ・ドロット - ESP - インナーウッド - ヴァレー・アーツ - ヴィジェ - ヴェイレッテ - ヴォックス - ウォル - STR - NSデザイン - エピフォン - Fベース - マイケル・トバイアス・デザイン | - エルリック - オベーション - カール・ヘフナー - Kid'sギター - ギブソン - キラーギターズ - ギルド - クノーレン - クルーズ・マニアック・サウンド - クレイマー - グレコ - グレッチ - ケン・スミス - ゴダン - コンクリン - サー - サゴ - サドウスキー - G&L - G-ライフ・ギターズ - シェクター - ジェフ・グルー - シトロン - シャーベル - ジャクソン - ジラウド - シルバートーン | - スギ ギター - スクワイア - スタインバーガー - ステイタス・グラファイト - スペクター - ゼマティス - ゾディアック・ワークス - ゾン - タカミネ - タコマ（Tacoma Guitars） - ダンエレクトロ - チューン - ディーン - ディングウォール - デューゼンバーグ - 東海楽器製造 (Tokai) - トバイアス - ドブロ - トム・アンダーソン - ドラゴンフライ - パーカー - ハグストローム | - バッカス - B.C.リッチ - ピーヴィー - ピグノーズ - フィリップ・クビキ - フェルナンデス - フェンダー - フォデラ - ブルベイカー - ヘイマー - ベース・ラボ - ペデュラ - ベナヴェンテ - ポール・リード・スミス - マイク・ルル - マーティン - ミュージックマン | - ムーンギターズ - メイヨネース - モーリス楽器製造 - モジュラス・ギターズ - モズライト - ヤイリギター - ヤマハ - ライン6 - ランドスケープ - リッケンバッカー - リッター - レイクランド - ロスコー - ロブ・アレン - ワーウィック - ワッシュバーン |

## ギターモデル
| - レスポール - SG - ES-335 - サンダーバード - エクスプローラー - ファイヤーバード - フライングV - マローダー | - ストラトキャスター - テレキャスター - エスクワイヤー - ジャガー - ジャズマスター - ムスタング - ジャズベース - プレシジョンベース | - ヤマハ製ギター - ゼマティス - 東海楽器・Talbo - 一五一会 - RG |

## ギター奏者
- ギタリストの一覧
- Category:ギタリスト
- Category:クラシックギター奏者

## その他
| - オープン・チューニング - ギターアンサンブル、ギターオーケストラ - ギター・オーケストレーション | - タブ譜 - 速弾き - リードギター - リズムギター - リフ - ギターノイズ - パーラーギター - ミニギター - レギュラースケール - ミディアムスケール - ショートスケール |